# Villa Boncompagni Ludovisi
 (février 2017).
Si vous disposez d'ouvrages ou d'articles de référence ou si vous connaissez des sites web de qualité traitant du thème abordé ici, merci de compléter l'article en donnant les références utiles à sa vérifiabilité et en les liant à la section « Notes et références ».
La villa Boncompagni Ludovisi est un bâtiment situé via Boncompagni à Rome, dans le rione de Sallustiano. Initialement destinée à un usage résidentiel, la villa abrite aujourd'hui le musée Boncompagni Ludovisi pour les arts décoratifs.

## Histoire
La villa a été construite entre 1901 et 1903 par l'architecte Giovanni Battista Giovenale (1849-1934) pour la famille des princes Boncompagni Ludovisi sur un terrain leur appartenant, situé dans le cadre de la villa Ludovisi, lotie à partir de 1883.

## Description
Le bâtiment, en forme de cube couronné par une balustrade, sur deux étages, a sa façade principale sur la via Boncompagni, les trois autres façades donnant sur le jardin.
Le bâtiment est d'un style néobaroque assez sobre, il s'inspire également de l'architecture des hôtels particuliers de Paris, notamment son portail d'entrée monumental.
À l'intérieur, on peut remarquer la salle de séjour avec des murs peints à la détrempe, représentant les avenues et les jardins de l'ancienne villa Ludovisi, disparue. Il reste également une partie du mobilier d'origine.
Le vaste jardin abrite de grands arbres, y compris des magnolias et des palmiers, ainsi qu'une annexe pour le personnel de service.

## Vues

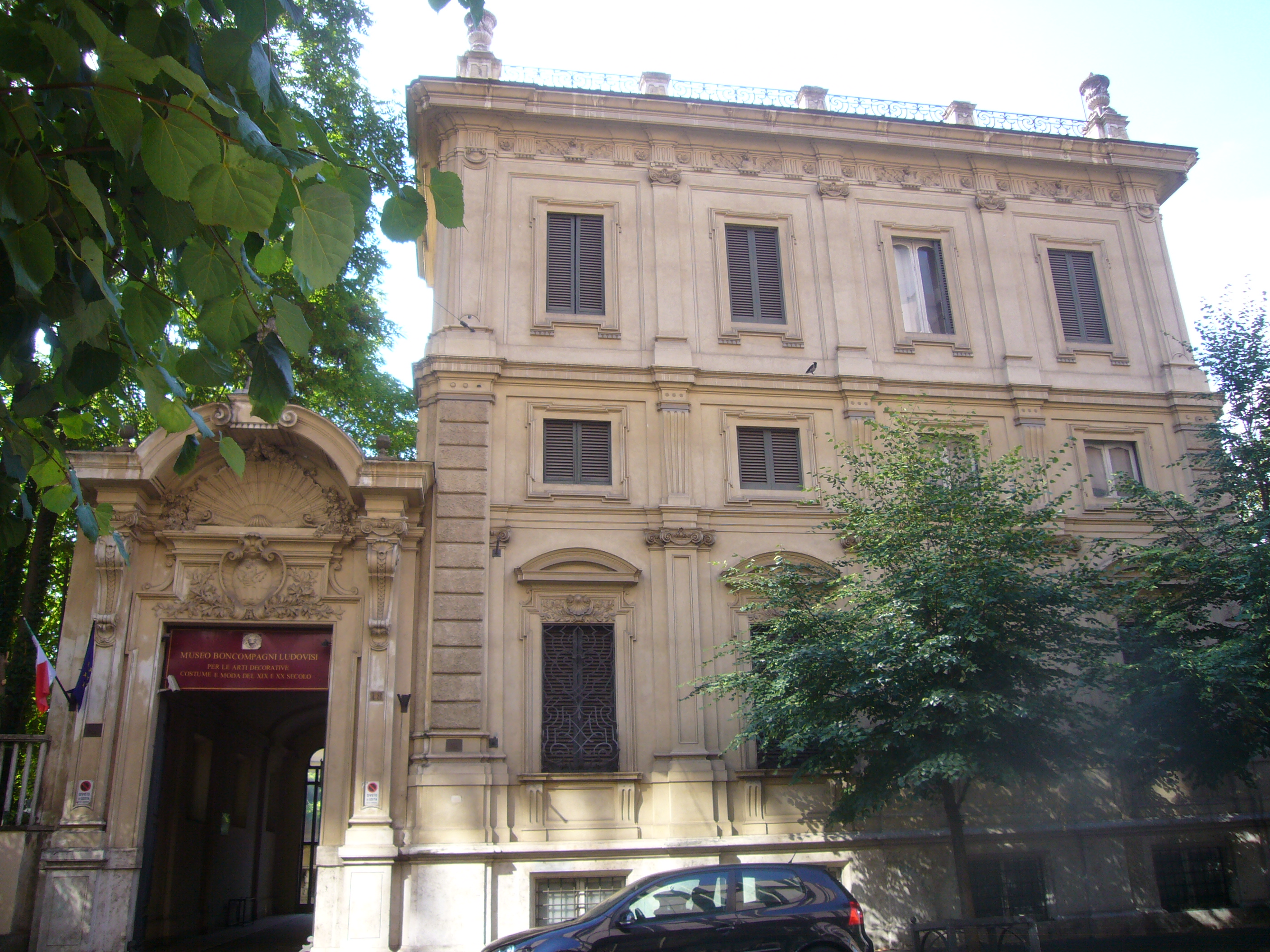
Façade sur rue